# Uwe Beyer

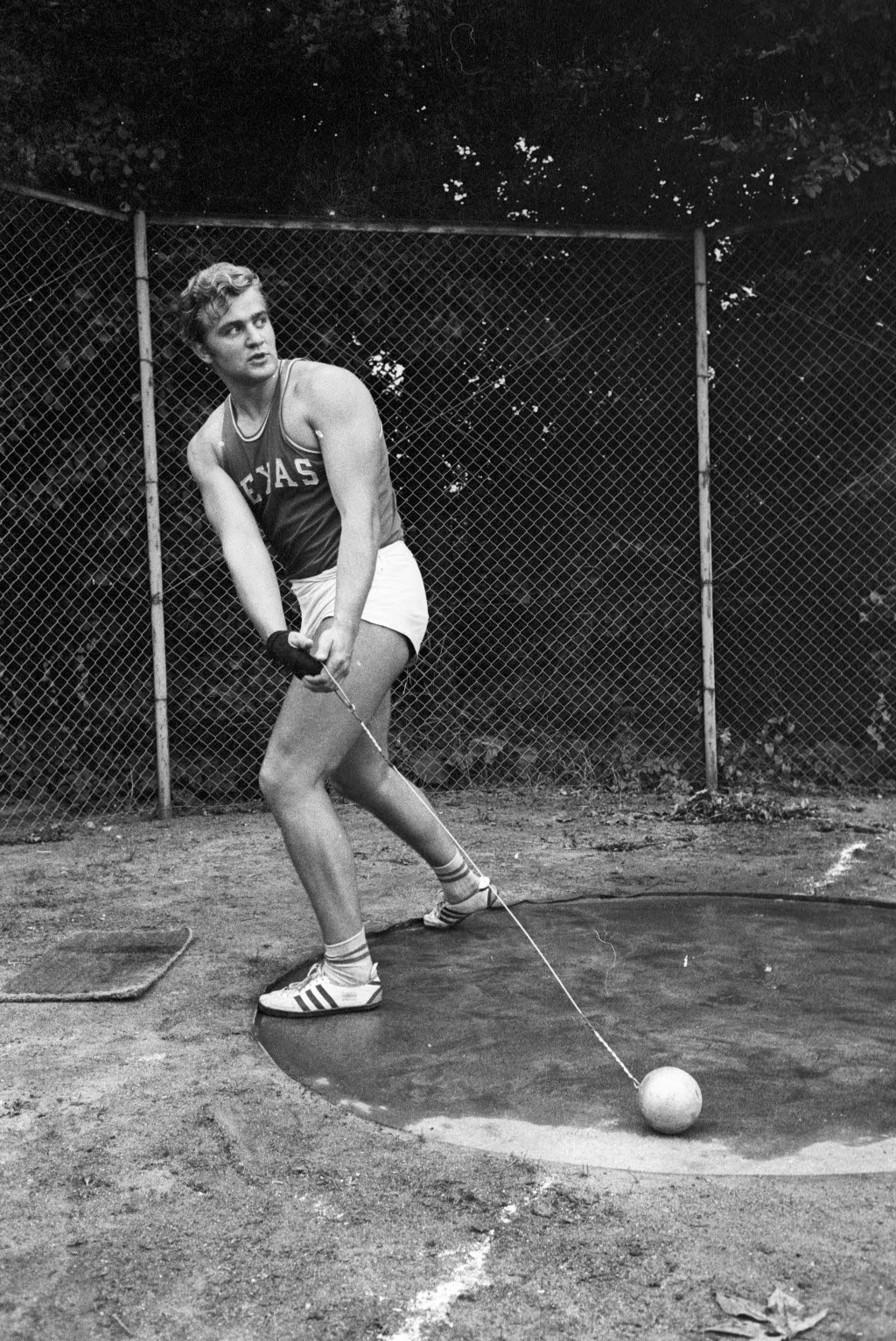
Uwe Beyer (1967)

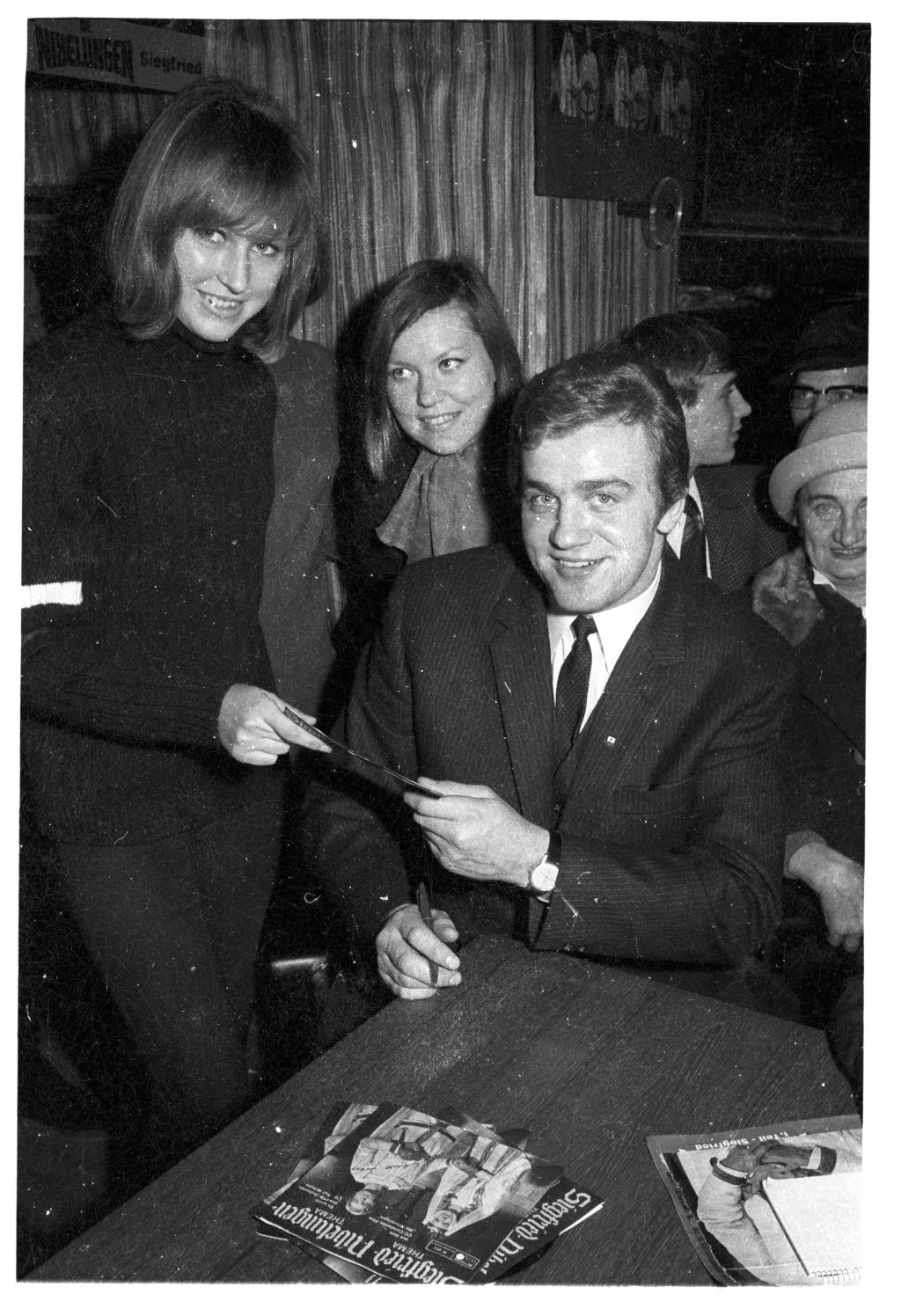
Uwe Beyer (1966)

Uwe Beyer (* 14. April 1945 in Timmendorfer Strand; † 15. April 1993 in Belek bei Antalya, Türkei) war ein deutscher Leichtathlet und Gelegenheitsschauspieler.
Uwe Beyer war der Sohn des Technischen Zeichners Erich Beyer, der in Kiel sein Trainer war. Der Vater hatte als Kugelstoßer an den Qualifikationen für die in Tokio geplanten Olympischen Spiele 1940 teilgenommen.

## Leben
Uwe Beyer gehörte bis 1968 Holstein Kiel und 1969/70 Bayer 04 Leverkusen an, ab 1971 dem USC Mainz. In seiner Wettkampfzeit war er 1,91 m groß und wog 110 kg.
Beyer zählte in den 1960er und 1970er Jahren zu den weltbesten Hammerwerfern. Seine größten Erfolge waren die Bronzemedaille bei den Olympischen Spielen 1964 in Tokio, bei denen er in einer gesamtdeutschen Mannschaft startete, sowie der Sieg bei den Europameisterschaften 1971 in Helsinki. Am 9. Juli 1971 verbesserte er bei den Deutschen Meisterschaften in Stuttgart  seine Bestleistung auf 74,90 m.
Für seine sportlichen Erfolge erhielt er am 11. Dezember 1964 das Silberne Lorbeerblatt. Mitte der 1960er Jahre leistete Beyer seine 18-monatige Wehrpflicht im Bundesgrenzschutz ab, war jedoch lediglich zwei Tage tatsächlich im Dienst, als er für einen Fototermin Porträt stand.
Aufgrund seiner Popularität erhielt der Athlet ohne schauspielerische Erfahrung eine Hauptrolle als Siegfried im ersten Teil der Kinoproduktion Die Nibelungen (1966) von Harald Reinl. Beyer wurde von Thomas Danneberg synchronisiert. Der gelernte Feinmechaniker schloss nach seiner aktiven Karriere ein Sportstudium ab und machte sich 1976 mit einem Sportgeschäft in Mainz-Bretzenheim selbständig, wo inzwischen auch eine Straße nach ihm benannt ist. 1977 gab Beyer im Aktuellen Sportstudio an, bis 1974 nie Anabolika genommen zu haben, im Hinblick auf eine angestrebte Qualifikation für die Olympischen Sommerspiele dann ein Hormonpräparat eingenommen zu haben. Er berichtete nach dem Absetzen der Mittel von Depressionen. 1991 stellte Beyer schriftlich fest, bis zum 21. Mai 1976 das Anabolikum Fortabol eingenommen zu haben und dann wegen Beschwerden damit aufgehört zu haben. Uwe Beyer war verheiratet. Der Ehe entstammte ein Sohn. 
Beyer starb 1993 während eines Freizeit-Tennisspiels in seinem türkischen Urlaubsort Belek überraschend an einem Herzinfarkt. Bei der Untersuchung des Leichnams stellten Gerichtsmediziner pathologische Organveränderungen fest. In Bezug auf Beyers Tod wurde in der Medienöffentlichkeit die Frage erhoben, ob sein Ableben ursächlich mit Doping in Zusammenhang zu bringen sei.

## Leistungen im Einzelnen
- Olympischen Spiele 1964: Dritter Platz (68,09 m – 65,64 – 62,91 – ungültig – 65,71 – ungültig)
- Europameisterschaften 1966: Dritter Platz (67,28 m – 66,20 – ungültig – 63,96 – 61,78 – 63,72)
- Olympische Spiele 1968: 65,44 m (Qualifikation nicht erfüllt)
- Europameisterschaften 1971: Sieger (71,42 – ungültig – ungültig – 70,50 – ungültig – 72,36 m)
- Olympische Spiele 1972: Vierter Platz (71,52 m)
- Europameisterschaften 1974: Fünfter Platz (71,04 m)

## Medien
- 1966: Die Nibelungen, 1. Teil: Siegfried von Xanten
- 1970: Warum ist es am Rhein so schön? (Fernsehfilm)
- 1971: Olympia (Fernsehserie)